# Chariacris fissa
Chariacris fissa är en insektsart som först beskrevs av Carl Stål 1878.  Chariacris fissa ingår i släktet Chariacris och familjen Romaleidae. Inga underarter finns listade i Catalogue of Life.